# قرار مجلس الأمن التابع للأمم المتحدة رقم 1028
قرار مجلس الأمن التابع للأمم المتحدة رقم 1028، المتخذ بالإجماع في 8 كانون الأول / ديسمبر 1995، بعد التذكير بالقرارات السابقة بشأن رواندا، ولا سيما القرار 997 (1995)، نظر المجلس في تقرير للأمين العام ومدد ولاية بعثة الأمم المتحدة لتقديم المساعدة إلى رواندا لفترة تنتهي في 12 كانون الأول / ديسمبر 1995. وقد مُنح التمديد حتى يتاح للمجلس مزيد من الوقت للنظر في مستقبل بعثة الأمم المتحدة لتقديم المساعدة إلى رواندا.

## روابط خارجية
- نص القرار في undocs.org